# Contopus virens
A Contopus virens a madarak (Aves) osztályának verébalakúak (Passeriformes) rendjébe és a királygébicsfélék (Tyrannidae) családjába tartozó faj.

## Rendszerezése
A fajt Carl von Linné svéd természettudós írta le 1766-ban, a Muscicapa nembe Muscicapa virens néven.

## Előfordulása
Kanada déli és az Amerikai Egyesült Államok keleti részén fészkel, telelni Mexikóba, Közép-Amerikába és a Karib-szigetekre vonul. Kóborló példányai eljutnak Dél-Amerika északi részébe is. 
Természetes élőhelyei a szubtrópusi és trópusi síkvidéki esőerdők, tűlevelű és lombhullató erdők, mocsári erdők és cserjések. Vonuló faj.

## Megjelenése
Testhossza 15 centiméter.
|  |

## Életmódja
Rovarokkal táplálkozik, de gyümölcsöket is fogyaszt.

## Természetvédelmi helyzete
Az elterjedési területe rendkívül nagy, egyedszáma pedig csökkenő, de még nem éri el a kritikus szintet. A Természetvédelmi Világszövetség Vörös listáján nem fenyegetett fajként szerepel.